# Hisingsbacka FC
Hisingsbacka FC, förkortat HBFC, är en fotbollsklubb från stadsdelen Backa på Hisingen i Göteborg, bildad 2005. Klubben bildades genom en sammanslagning av Hisingstads IS (bildad 1909) och Backa IF (bildad 1930). Hemmamatcherna spelas på Backavallen i Backa, där också klubbhuset ligger. Kända spelare som Hisingsbacka FC har fostrat är bland andra Carlos Strandberg, Kristopher Da Graca, Victor Edvardsen, Fredrik Zanjanchi, Emil Wahlström.